# حمام خان (کاشان)
حمام خان مربوط به دوره زندیه است و در بازار کاشان واقع شده و این اثر در تاریخ ۲۵ اسفند ۱۳۸۱ با شماره ثبت ۳۶۲۷ به‌عنوان یکی از آثار ملی ایران به ثبت رسیده است.
صباحی بیدگلی قطعهٔ مفصلی دربارهٔ این حمام سروده که مصراع دوم بیت آخر آن حاکی از تاریخ ۱۱۸۸ قمری (۱۱۵۳ شمسی، پنج سال پیش از مرگ کریم‌خان زند) است:

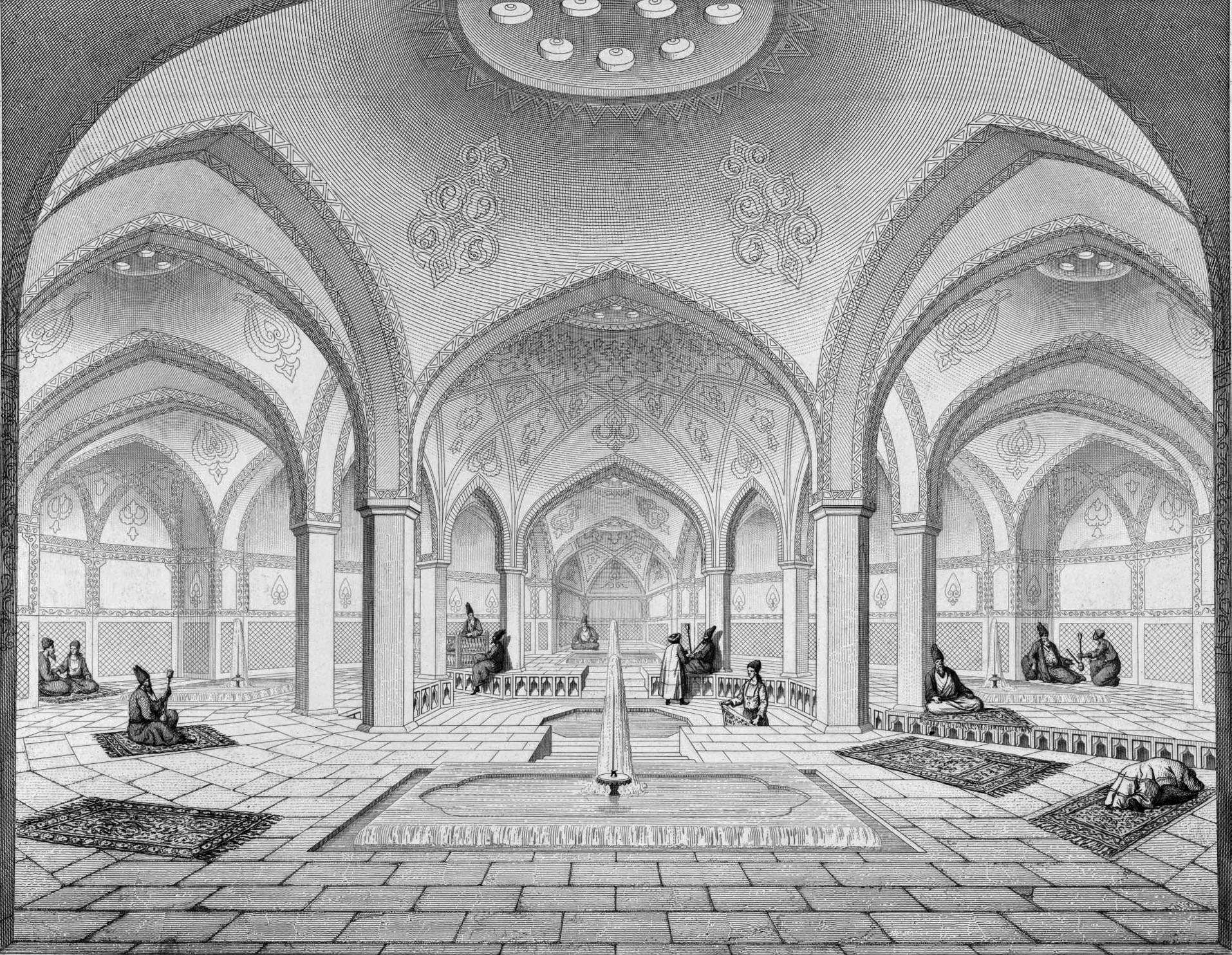
طراحی پاسکال کوست اوایل قاجار

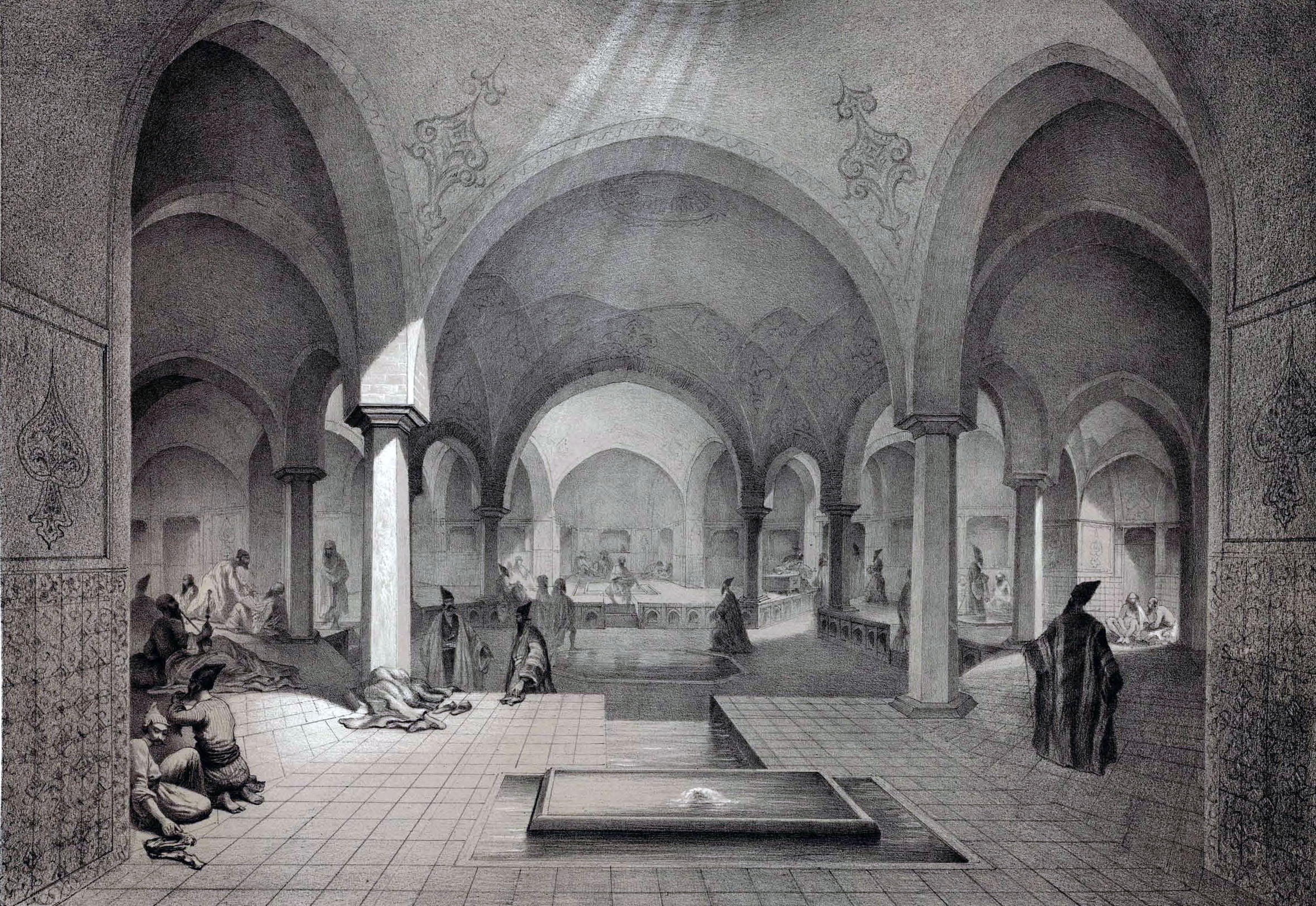
نقاشی اوژن فلاندن اوایل قاجار

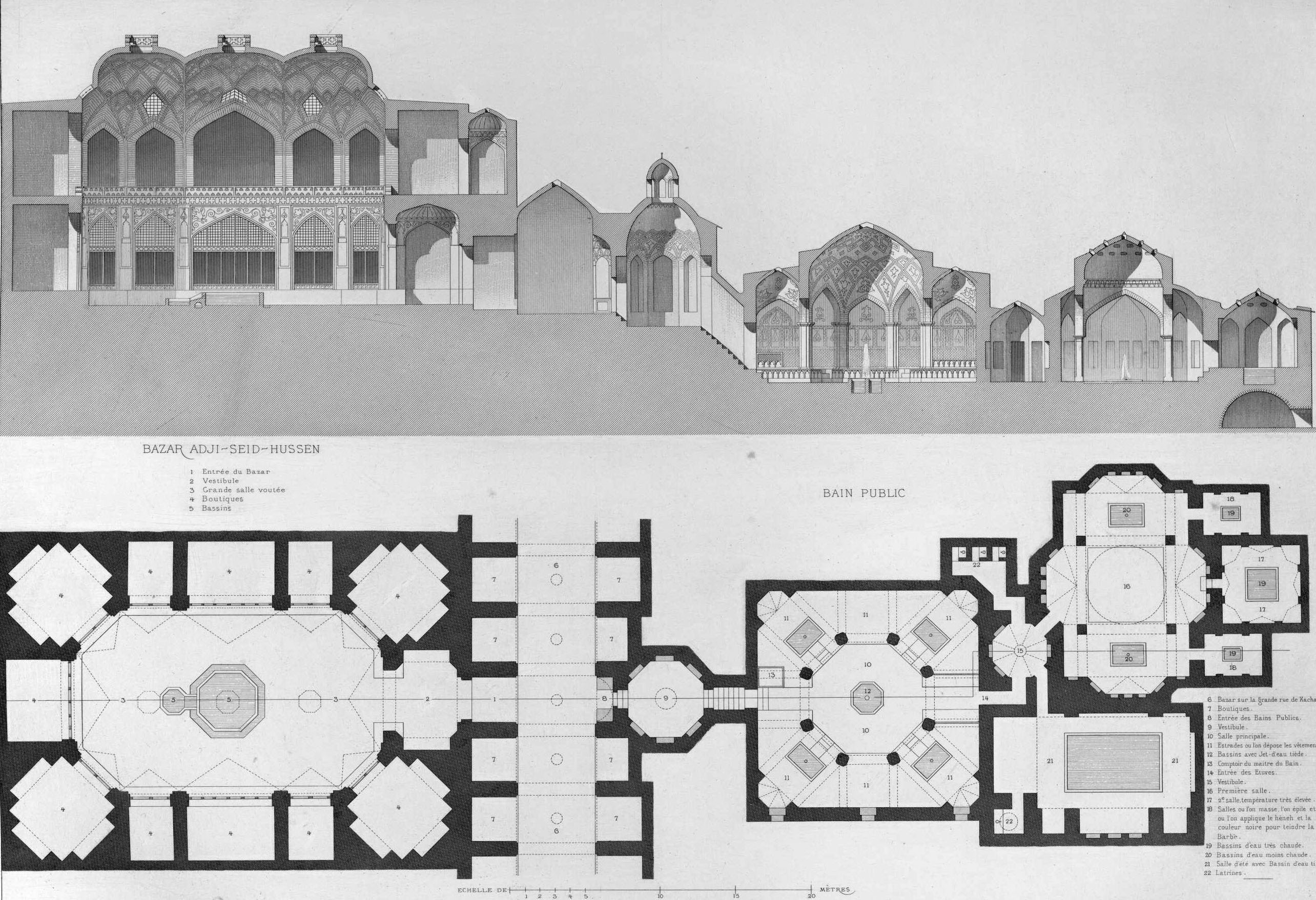
نقشه‌ای از کتاب پاسکال کوست. در این کتاب پلان تیمچه حاجی سید حسین صباغ روبروی حمام خان (که آن را نیز حمام حاجی سید حسین خوانده) گراور شده‌اند در حالی که این دو در کنار هم (با اندکی فاصله) واقع‌اند.

| به پایان آمد و گفتا صباحی بهر تاریخش |  | از این حمام عالم شد بری جاوید زآلایش |